# 等同使徒
等同使徒（isapóstolos），又譯亞使徒，是正教會的一個頭銜，用來稱呼某些特定的基督教聖人，並通行於東儀天主教會。這個稱號是用來尊崇基督教聖人，其德行與貢獻可以與使徒齊肩。被冠上這個頭銜的聖徒，包括抹大拉的馬利亞，以及查士丁尼大帝等人。